# أم شكيف
أم شكيف قرية سوريّة تتبع إداريّاً لمحافظة حلب منطقة الباب ناحية عريمة، بلغ تعداد سكانها 691 نسمة حسب التعداد السكاني لعام 2004.